# Jezioro Święte (gmina Przemęt)
Jezioro Święte – jezioro polodowcowe w woj. wielkopolskim, w powiecie wolsztyńskim, w gminie Przemęt. 

## Charakterystyka
Jezioro nie ma żadnych dopływów ani odpływów. Jego średnia głębokość wynosi 5 m, a maksymalna 11,6. W 1959 roku utworzono tutaj Rezerwat przyrody Torfowisko nad Jeziorem Świętym.